# Henge

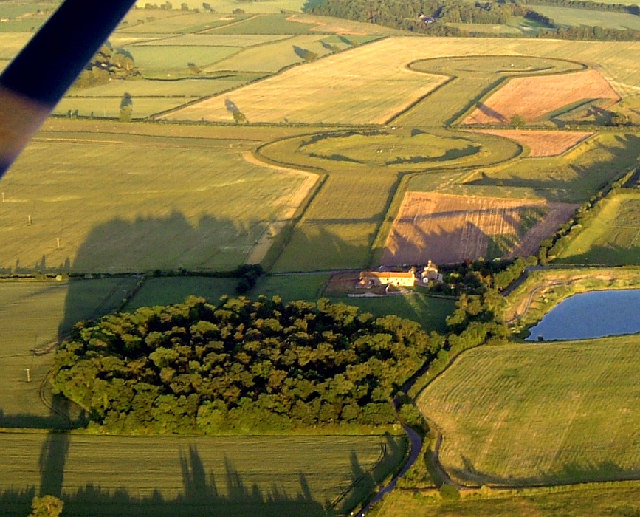
Tre henge allineati nel complesso di Thornborough Henges

Un henge è una struttura architettonica preistorica. La forma è quasi circolare o ovale, disposta su un'area pianeggiante di circa 100 metri di diametro, racchiusa e delimitata da una struttura in terra (earthwork) di confine che di solito comprende un fossato con un cumulo esterno. La struttura permette l'accesso all'interno tramite una, due o quattro entrate. I componenti interni possono includere messa in opera di portali, cerchi di pietre, recinti fatti con blocchi eretti in lunghezza (post rings), disposizione di quattro pietre (four-stone settings), monoliti, blocchi dritti (standing posts), fosse (pits), gruppi di pietre erette (coves), allineamenti di pilastri (post alignments), allineamenti di pietre, sepolture, cumuli centrali (central mounds) e buche per pali (stakeholes).
A causa delle impraticabilità difensive di un luogo cintato con un cumulo esterno e un fossato interno (piuttosto che il contrario), si ritiene le henges avessero uno scopo rituale, piuttosto che difensivo.

## Origine e distribuzione

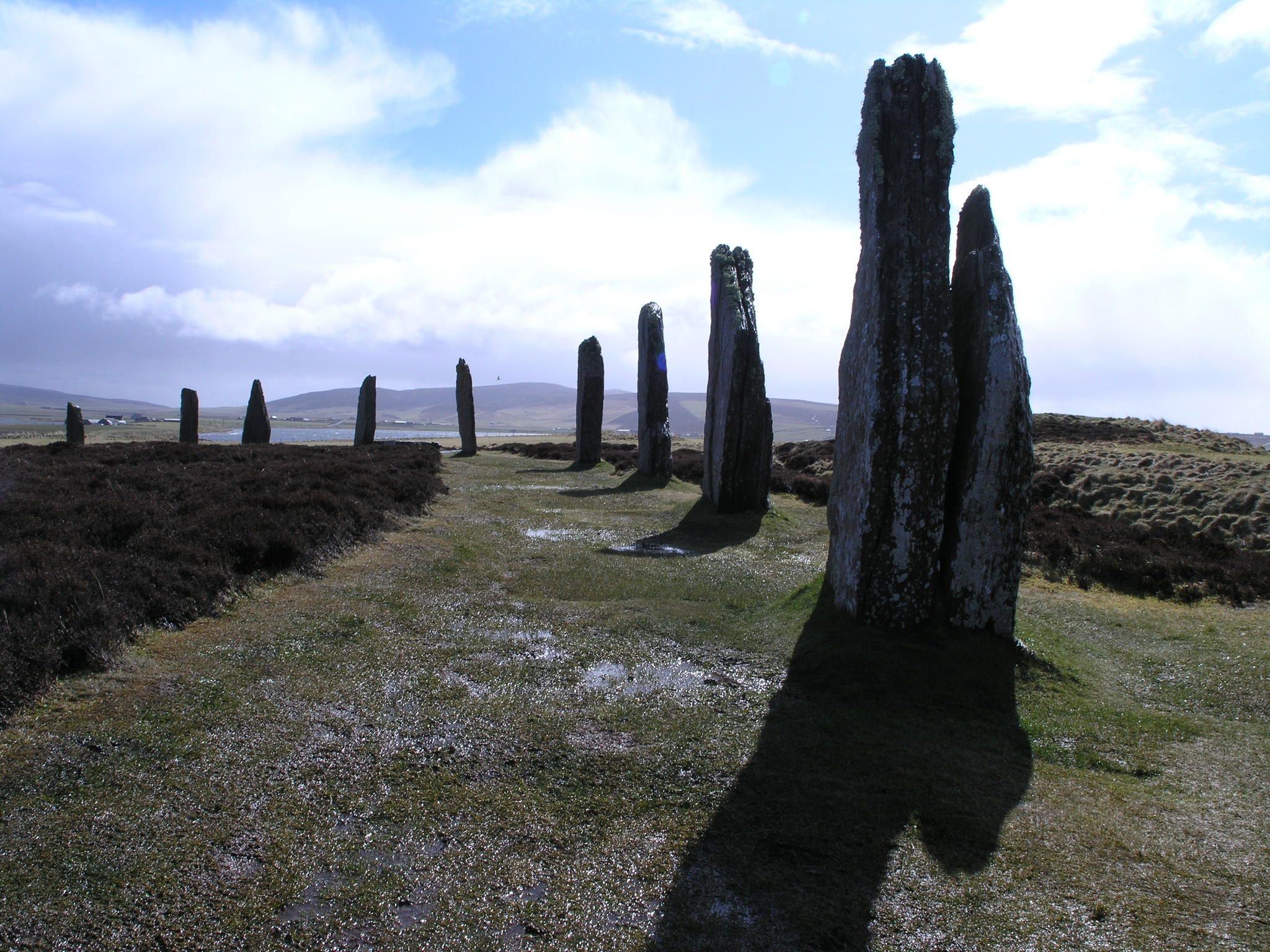
Il Cerchio di Brodgar, Orkney, una possibile zona di origine delle henges

Le fatiche per fornire un'origine diretta delle henge dai più antichi recinti non sono state determinanti; la loro sovrapposizione cronologica con strutture più vecchie fa sì che sia difficile vederle come una tradizione coerente. Esse sembrano assumere il concetto di creare uno spazio separato dal mondo esterno di un gradino ulteriore rispetto ai recinti lastricati e con fermezza focalizzare l'attenzione su un punto interno. In alcuni casi, la costruzione di tumuli e fossati era uno stadio che seguiva altre attività svolte nel sito.
Ci sono concentrazioni di henge in buona parte della Britannia. Si pensa alle isole Orcadi (Cunliffe 2001) e Wessex (Burl 1969) come l'origine del tipo di monumento. Né sembra verosimile (Barclay 2005). Dissimili dai più antichi recinti, essi di solito non furono costruiti sulle sommità delle colline, ma su bassopiani, spesso vicino ai corsi d'acqua e terre buone per l'agricoltura.
Alcuni studenti, come gli editori della versione del 1982 del Penguin Dictionary of Archaeology, hanno dichiarato che quelle henges sono uniche nelle Isole britanniche e che simili circoli sul continente, molto più arcaici, come il cerchio di Goseck (il quale non ha tumuli comunque) e successivamente alcuni come Goloring non sono propriamente "henges".  Tuttavia, The Penguin Archaeological Guide, pubblicato nel 2001, non fa commenti sulla localizzazione geografica delle henges.

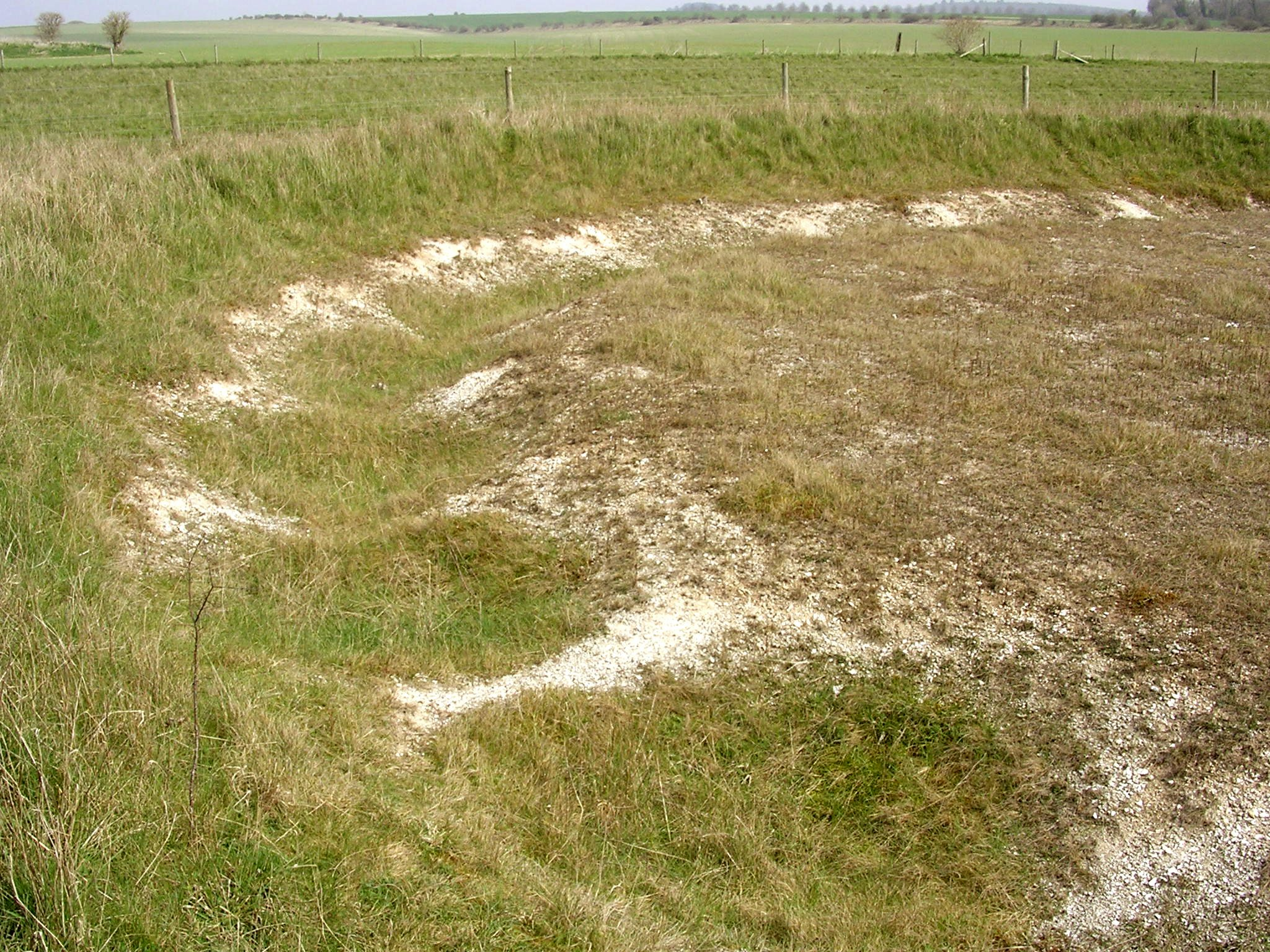
Un fossato di henge scavato sul Wyke Down (Dorset). Originariamente era scavato per un recinto lastricato (causewayed enclosure) e non può perciò essere una henge.

Il libro di Julian Cope, The Megalithic European, propone che la henge fosse uno sviluppo regionale proveniente dall'ampio recinto lastricato europeo, che apparve seguendo un cambiamento culturale radicale intorno al 3000 a.C. ed ispirò i popoli del neolitico d'Europa a svilupparsi in modo più indipendente. Egli menziona i recinti circolari della valle dell'Isar in Baviera, i quali secondo le indagini fatte da archeologo tedesco R. A. Maier "tiravano fuori comparazioni con i monumenti di henge e i recinti lastricati delle isole britanniche". Sebbene ancora con un fossato lastricato multiplo ed entrate poste ai punti cardinali, i cerchi sono descritti da John Hodgson come non posizionati con intenzioni difensive e le più grandi, a Kothingeichendorf, sembrano essere "a metà strada fra una henge e un recinto lastricato".
Alasdair Whittle osserva lo sviluppo della henge anche come una variazione regionale dentro una tradizione europea che includeva una varietà di recinti scavati. Egli annota che le henges e la ceramica incisa spesso ivi trovata sono due esempi del neolitico britannico non trovato sul continente. Anche Caroline Malone afferma che le henges non vengono realizzate nel resto dell'Europa Occidentale, ma sviluppate da una più ampia tradizione di recinti da diventare un fenomeno delle Isole britanniche, una tradizione nativa con architettura sofisticata e funzioni calendaristiche.

## Forme
Gli henge possono essere classificati come segue:
- Henge di I Classe; hanno una singola entrata creata tramite una breccia nel tumulo;
- Henge di II Classe; hanno due entrate, diametralmente opposte l'un l'altra;
- Henge di III Classe; hanno quattro entrate, l'una di fronte all'altra a coppia.

Esistono dei sottogruppi di queste classi quando sono presenti due o tre fossati interni piuttosto che uno. Gli henge sono di solito associati con il Tardo Neolitico o la prima fase dell'età del bronzo, e specialmente con la ceramica di questo periodo: Ceramica Scanalata, Ceramica Impressa (anteriormente nota come Ceramica di Peterborough) e coppe. Tali siti, come Stonehenge, forniscono anche la prova dell'attività della cultura del Wessex nella tarda età del bronzo.
Le henge spesso contengono all'interno l'evidenza di una varietà di feature, inclusi circoli in pietra o legno, fosse o sepolture, le quali possono predatare o postdatare il recinto della henge.  Non vanno confusi con i cerchi di pietra i quali sono talvolta in esse presenti.  Similmente formate, i più grandi recinti sono noti come recinti di henge mentre i più piccoli insieme ad altri tipi di feature recintanti sono noti come monumenti hengiformi.

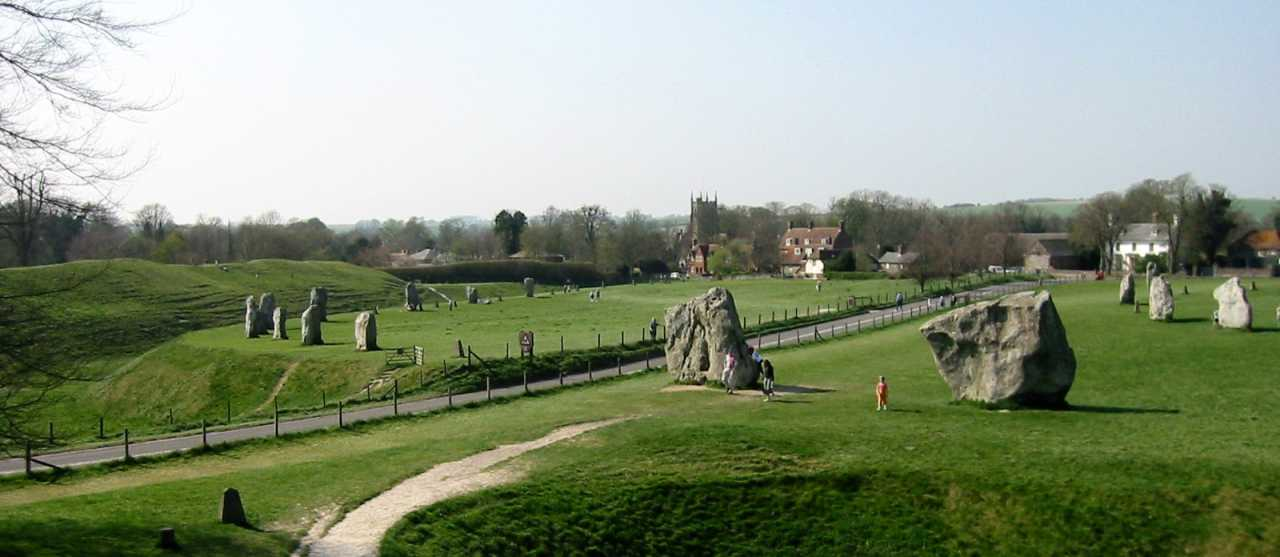
La henge di Avebury è costituita da molti circoli di pietra

La parola henge viene derivata da Stonehenge, il famoso monumento nel Wiltshire. Stonehenge non è affatto un vero e proprio henge poiché i suoi fossati corrono all'esterno del tumulo. Il termine venne per prima coniato nel 1932 da Thomas Kendrick che più tardi divenne il custode delle Antichità Britanniche (British Antiquities) al British Museum.
Alcuni dei più eccellenti e ben noti henge comprendono:
- Avebury, circa 20 miglia (32 km) a Nord di Stonehenge sulla Pianura di Salisbury;
- Durrington Walls vicino Woodhenge ugualmente nella Pianura di Salisbury;
- Cerchi di Knowlton Circles, complesso di henge nel Dorset;
- Anelli di Maumbury nel Dorset (successivamente riutilizzati come anfiteatro romano e poi come forte nella Guerra civile).
- Mayburgh Henge in Cumbria
- Il Cerchio di Brodgar nelle Isole Orcadi;
- Thornborough Henge, complesso nello Yorkshire;
- Il Grande Cerchio a Stanton Drew, nel Somerset.

## Henge monument
Gli archeologi usano il termine henge monument per descrivere un sito dove un henge è combinato con un'altra caratteristica come cerchi di pietre, megaliti, tumuli, cairn (cumulo di pietre) o cerchi di legno.
È diverso da un monumento hengiforme il quale non implica un vero henge.
Come esempi possiamo includere:
- Arbor Low nel Derbyshire
- Avebury Henge e Woodhenge nel Wiltshire
- Stanton Drew nel Somerset